# Gustavo "Pegaso" Álvarez
Gustavo "Pegaso" Álvarez (19 de abril de 1969) es un reconocido guitarrista argentino. También conocido en el under del rock por Pegaso en referencia al nombre de la banda musical que lidera.

## Historia
En la década del ´80 comienza sus estudios musicales con guitarra criolla tomando clases con el profesor Pedro Grosso. Continúa sus estudios con clases particulares incursionando en distintos géneros hasta el ingreso a la Escuela de Malossetti en el año 1985. A sus 17 años comienza a dar clases de Música y guitarra. Al año siguiente ingresa al “Conservatorio Nacional Manuel de Falla”, cursando 3 años completos. 
Luego de haber tocado con varios músicos desde 1984, en 1986 hace su primera presentación en escenario con Banda “Bartok”. Los años subsiguientes hace presentaciones con diferentes bandas musicales, y en 1992 da inicio a la primera formación de “Pegaso”: Un trío de rock con influencias del género donde sobresalen los riff y solos de guitarra, con letras barriales y sonido claro. 
En 1997 incursiona en el “arte callejero”, haciendo presentaciones en la calle Florida en formato de dúo, como trío y como cantautor a lo largo de 3 años. 
A finales del siglo pasado realiza presentaciones con el conocido músico “Black Amaya”, en los formatos de trío y quinteto, a la vez acompaña a Jorge Pinchevsky, en una formación de cuerdas (Bajo, Guitarra y Violín)
Año 2000, viaja a la ciudad de Barcelona, donde se desempeña como solista en Pubs y espectáculos callejeros, teniendo la oportunidad de compartir también varios ensayos con Manu Chao.
Para el año 2004, viaja a Brasil, trabaja tocando en Pubs y espectáculos callejeros con diferentes músicos: tocando Covers y canciones propias.
El año 2005 lo encuentra al lado de Alejandro Medina, y pasa a formar parte de la banda “Medinight”, al año siguiente hacen una presentación en el conocido Festival Cosquín Rock. (2006)
En el 2007, se termina de editar el primer disco de Pegaso, y sale a la venta.
El año 2009 lo encuentra participando en el trabajo de las guitarras (Guitar Doctor/Tech) en el disco “Gran Buenos Aires” de Gustavo Trichilo y con la producción de Walter Piancioli (Los Tipitos)
Ya en el 2012, participa en las guitarras en varias canciones en una webserie argentina - Vera Blum - creada por Diego Villanueva en una coproducción de Telefé con Terra Networks. 
En el transcurso del 2014, colabora en la creación del disco, de la banda “ Trompas de Falopio” como Guitar Doctor/Tech. También compone e interpreta un solo de guitarra en una canción del álbum, que atraviesa sus procesos finales.

## Pegaso Rock
Desde 1992, Pegaso Rock, proyecto encabezado por Gustavo Álvarez viene rodando por el under porteño y otras ciudades en diferentes puntos de Argentina. En el 2007, se termina de editar el primer disco.
Entre otras participaciones, Pegaso Rock fue invitado por “Las Pastillas del Abuelo” para una presentación, en el Auditorio Oeste como cierre del año.
Pegaso Rock es integrada por Gustavo Álvarez: guitarra y voz, Guillermo Trabucco: batería y Mariano Belardinelli en el bajo.

## Álbumes de estudio
| Álbum   | Año  | Banda       |
| ------- | ---- | ----------- |
| Pegaso  | 2007 | Pegaso Rock |
| Viajero | 2019 | Pegaso Rock |

## Álbumes en los que participó
| Tema                   | Año  | Banda       |
| ---------------------- | ---- | ----------- |
| “El ojo de la montaña” | 1996 | Los Tipitos |
| “Botón de la ley”      | 2005 | Los Ote!    |